# 祖国統一の五大方針について
祖国統一の五大方針について（そこくとういつ-ごだいほうしん-）は、1973年6月25日に、朝鮮民主主義人民共和国（北朝鮮）の金日成国家主席が行った演説。

## 概要
北朝鮮と大韓民国（韓国）は互いにその正統性を主張し、朝鮮半島に単一の国家しか存在しないとする「一つのコリア（朝鮮）」の立場を取っていた。しかし、1972年7月の南北共同声明（7・4声明）で南北対話の可能性が開けた。北朝鮮の国際社会への進出により、韓国側の対北孤立化政策が現実的でなくなると、韓国の朴正煕大統領は、米国の説得に応じ、暫定的に「二つのコリア（朝鮮）」を容認することを6.23平和統一外交宣言として表明した。
すると、同日、金日成国家主席はこれを「アメリカ帝国主義者と南朝鮮当局者の民族分裂永久化策動」であると激しく非難し、さらに6月25日に朝鮮労働党内の会議で改めて五大方針として示した。これは、1960年に続く、北朝鮮側による2回目の「連邦制」提唱の一環でもあった。
方針の中にある"高麗民主共和国"は、この後1980年に高麗民主連邦共和国構想として発表された。さらに1991年に至り、南北両国は国連に同時加盟し、単一国号での加盟は実現しなかった。

## 背景
中ソ対立以降、北朝鮮は両国から等距離を保とうとしていた。しかし、1960年代以降の米中接近に伴う中国に対する不信や、1973年秋以降の第1次オイルショックを遠因としたソ連からの援助減少により、両国からの援助を期待できなくなった。1970年代前半、北朝鮮の外交政策は「脱陣営」に傾いていた。
北朝鮮は1950年代以降、ソビエト連邦（ソ連）の後ろ盾で国際連合加盟を志向していたが、ソ連や東側諸国による北朝鮮加盟決議は否決され続けてきた。1971年、いわゆるアルバニア決議で、中華人民共和国（中国）が国連加盟と常任理事国入りを果たしたことは、北朝鮮に追い風となるはずだった。1972年、アメリカ合衆国のニクソン大統領が訪中（ニクソン大統領の中国訪問）して米中関係が改善した。南北それぞれの後ろ盾となる国の和解は、南北のパワーバランスを変化させた。同年7月4日に南北共同声明（7・4声明）で大韓民国（韓国）との対話の道が開かれた。
1973年には、北朝鮮は列国議会同盟（IPU）、世界保健機構（WHO）や国連貿易開発会議（UNCTAD）等に加盟し、国際社会への地歩を固めつつあった。韓国による北朝鮮の孤立化政策は現実にそぐわず、同国の朴正煕大統領は、米国の説得に応じ「一つのコリア」政策から、暫定的に「二つのコリア」を容認する方向に舵を切り、『平和・統一外交政策に関する特別声明』（6.23平和統一外交宣言、6・23宣言）を発表した。
そして韓国側の宣言発表から8時間後、チェコスロバキア共産党のグスターフ・フサーク書記長の歓迎群衆大会において金日成が表明したのが、本五大方針である。そして、その内容を朝鮮労働党中央委員会・政治委員会拡大会議で改めて示したのが、この『祖国統一の五大方針について』である。

## 内容
金日成は、冒頭で次のように激しく韓国側の6・23宣言を非難した。
そして、次の五大方針を掲げた。
金日成は「二つのコリア」を激しく拒絶し、南北対話は決裂に至った。

## 影響
1973年9月に開催された、第4回非同盟諸国首脳会議（開催国： アルジェリア）は、冷戦下の二極化にあって国連加盟国（当時）の半数を超える76か国が参加しており、一定の勢力・影響力を持った。この会議に北朝鮮は他の東側諸国が不参加のため参加を見送り、韓国は開催国のアルジェリアから拒否され、ともに出席することができなかった。しかし、満場一致で「朝鮮問題に関する決議」が行われ、その内容は「祖国統一五大方針」と変わらなかった。
すなわち、韓国を排除したことで、非同盟諸国の北朝鮮に対する支持を対外的に示した。「朝鮮に関する決議」は、非同盟諸国の後ろ盾を得た北朝鮮にとって、外交の大きな転換点となった。
同年11月、第28回国連総会第1委員会には、南北両国がオブザーバーとして出席した。駐韓国連軍や国連加盟問題を巡り、南北双方が決議案を示したが、いずれも過半数に賛同を得る見込みが立たなかった。北朝鮮寄りの決議案を提案したアルジェリアも、ソ連側の働きかけにより票決しないことに合意した。